# Renārs Rode
Renārs Rode (ur. 6 kwietnia 1989 roku w Rydze, ZSSR) – łotewski piłkarz, grający na pozycji środkowego obrońcy.

## Kariera piłkarska

### Kariera klubowa
Jest wychowankiem drużyny JFK Olimps. W sezonie 2009 z tym zespołem zajął 5. miejsce. 1 stycznia 2010 roku przeszedł do klubu Skonto Ryga. W sezonie 2010 jego drużyna zdobyła tytuł mistrza Łotwy. Dzięki temu jego ekipa mogła wziąć udział w II rundzie kwalifikacyjnej Ligi Mistrzów. Jego zespół przegrał pierwszy mecz u siebie 0–1 z Wisła Kraków, po samobójczym trafieniu właśnie Renārsa Rode. W rewanżowym spotkaniu na wyjeździe jego drużyna przegrała 0–2 i tym samym odpadła z dalszych rozgrywek. Piłkarz w obu meczach zagrał po 90 minut. W następnym sezonie jego zespół zajął 4. lokatę. W sezonie 2012 zakończył rozgrywki z tym zespołem na 2. miejscu. Jego drużyna zdobyła 74 punkty – 4 mniej od pierwszego Daugava Dyneburg. Dzięki 3. pozycji mogli wystartować w I rundzie kwalifikacyjnej do Ligi Europy. W następnym sezonie ponownie uplasował się ze swoją ekipą na 2. pozycji. Znowu mogli powalczyć w I rundzie kwalifikacyjnej do Ligi Europy. W 2014 przebywał jeszcze na testach w norweskim zespole Sarpsborg 08 FF, ale ostatecznie nie podpisał z nim kontraktu. 1 lipca 2014 roku podpisał umowę z klubem FK Ventspils. W sezonie 2014 jego drużyna okazała się najlepszym zespołem na Łotwie. Dzięki temu mogli wziąć udział w II rundzie eliminacyjnej do Ligi Mistrzów. 1 lutego 2015 roku podpisał kontrakt ze swoim byłym klubem, Skonto Ryga. Następnie grał w takich klubach jak: Sigma Ołomuniec (2016), Cape Town City FC (2016), FK RFS (2017), Negeri Sembilan FC (2018), FK Jelgava (2019) i JDFS Alberts (2020-2021).

### Kariera reprezentacyjna
Renārs Rode wystąpił w dziewięciu meczach reprezentacji Łotwy U-21 oraz w czterech spotkaniach seniorskiej reprezentacji tego kraju.

## Sukcesy i odznaczenia
- Mistrzostwo Łotwy (2 razy): 2010[3], 2014[10]